# Olympische Sommerspiele 1996/Teilnehmer (Guatemala)
| Gelbes Symbol für Goldmedaillen mit stilisierten Olympischen Ringen | Graues Symbol für Silbermedaillen mit stilisierten Olympischen Ringen | Braundes Symbol für Bronzemedaillen mit stilisierten Olympischen Ringen |
| ------------------------------------------------------------------- | --------------------------------------------------------------------- | ----------------------------------------------------------------------- |
| —                                                                   | —                                                                     | —                                                                       |

Guatemala nahm bei den Olympischen Sommerspielen 1996 zum elften Mal an Olympischen Sommerspielen teil. Die Mannschaft bestand aus 26 Sportlern, 25 Männern und eine Frau. Sie nahmen an 20 Wettbewerben in elf Sportarten teil, konnten dabei aber keine Medaille gewinnen.

## Flaggenträger
Der Leichtathlet Julio René Martínez trug die Flagge Guatemalas während der Eröffnungsfeier am 19. Juli im Centennial Olympic Stadium.

## Teilnehmer
Jüngster Teilnehmer Guatemalas war Juan Luis Bocanegra mit 18 Jahren und 2 Tagen, der älteste war der Schütze Francisco Romero Arribas mit 36 Jahren und 216 Tagen.
| Name                     | Alter | Geschlecht | Sportart       | Resultat(e)                                                  |
| ------------------------ | ----- | ---------- | -------------- | ------------------------------------------------------------ |
| Juan Luis Bocanegra      | 17    | männlich   | Schwimmen      | Platz 58 über 100 Meter Freistil                             |
| Roberto Bonilla          | 24    | männlich   | Schwimmen      | Platz 30 über 200 Meter Brust                                |
| Rodolfo Cano             | 31    | männlich   | Judo           | Platz 32 im Mittelgewicht                                    |
| Kenneth Erichsen         | 23    | männlich   | Badminton      | Platz 33 im Einzel                                           |
| Luis García              | 21    | männlich   | Leichtathletik | Platz 43 über 20 Kilometer Gehen                             |
| Sergio Godoy             | 23    | männlich   | Radsport       | Platz 20 im Punktefahren                                     |
| Juan González            | 28    | männlich   | Judo           | Platz 33 im Leichtgewicht                                    |
| Benjamin Kvanli          | 21    | männlich   | Kanuslalom     | Platz 33 im Kajak-Einer                                      |
| Felipe López             | 27    | männlich   | Radsport       | Straßenrennen                                                |
| Hugo López               | 23    | männlich   | Leichtathletik | 50-Kilometer-Gehen                                           |
| Julio René Martínez      | 22    | männlich   | Leichtathletik | 20-Kilometer-Gehen                                           |
| Luis Martínez            | 29    | männlich   | Leichtathletik | Platz 82 im Marathon                                         |
| Luis Medrano             | 19    | männlich   | Gewichtheben   | Platz 20 im Fliegengewicht                                   |
| Omar Ochoa               | 24    | männlich   | Radsport       | Straßenrennen                                                |
| Roberto Oscal            | 22    | männlich   | Leichtathletik | 20-Kilometer-Gehen                                           |
| Márlon Paniagua          | 22    | männlich   | Radsport       | Straßenrennen                                                |
| Mynor Ramírez            | 23    | männlich   | Ringen         | Platz 19 im Leicht-Fliegengewicht Freistil                   |
| Carmen Rodríguez         | 24    | weiblich   | Fechten        | Platz 37 im Florett-Einzel                                   |
| Francisco Romero Arribas | 36    | männlich   | Schießsport    | Platz 45 im Skeet                                            |
| Juan Romero              | 32    | männlich   | Schießsport    | Platz 26 im Skeet                                            |
| Cristian Ruata           | 24    | männlich   | Segeln         | Platz 45 im Windsurfen                                       |
| Edvin Santos             | 24    | männlich   | Radsport       | Straßenrennen                                                |
| Sergio Sánchez           | 25    | männlich   | Schießsport    | Platz 8 mit der Freien Pistole; Platz 36 mit der Luftpistole |
| Attila Solti             | 29    | männlich   | Schießsport    | Platz 8 auf die laufenden Scheibe                            |
| Julio Urias              | 24    | männlich   | Leichtathletik | Platz 17 über 50 Kilometer Gehen                             |
| Anthon Villatoro         | 26    | männlich   | Radsport       | Platz 25 im Zeitfahren; Straßenrennen                        |